# Thomas Carter
Pour les articles homonymes, voir Carter.
Thomas Carter est un réalisateur, acteur, producteur et scénariste américain, né le 17 juillet 1953, à Austin (Texas, États-Unis)

## Filmographie

### comme réalisateur
- 1978 : The White Shadow (en) (série télévisée)
- 1981 : Bret Maverick (en) (série télévisée)
- 1982 : Fame (série télévisée)
- 1982 : St. Elsewhere (série télévisée)
- 1983 : Trauma Center (série télévisée)
- 1984 : Call to Glory (en) (TV)
- 1984 : Deux Flics à Miami (Miami Vice) - Saison 1, épisodes 1 et 2
- 1985 : Alfred Hitchcock présente (Alfred Hitchcock Presents) (série télévisée)
- 1986 : A Year in the Life (feuilleton TV)
- 1986 : Heart of the City (en) (TV)
- 1986 : Under the Influence (TV)
- 1990 : Equal Justice (en) (TV)
- 1993 : Swing Kids (film)
- 1995 : Under One Roof (série télévisée)
- 1995 : Divas (TV)
- 1997 : Le Flic de San Francisco (Metro)
- 1997 : Michael Hayes (série télévisée)
- 1998 : Bronx County (TV)
- 2001 : Save the Last Dance
- 2002 : Hack (série télévisée)
- 2003 : Partners and Crime (TV)
- 2005 : Coach Carter
- 2006 : Company Town (téléfilm)
- 2009 : Des mains en or (Gifted Hands: The Ben Carson Story) (TV)
- 2014 : When the Game Stands Tall

### comme acteur
- 1976 : The Monkey Hu$tle (en) d'Arthur Marks : Player
- 1977 : Szysznyk (en) (série télévisée) : Ray Gun
- 1978 : Almost Summer (en) de Martin Davidson : Dean Hampton
- 1981 : C'est ma vie, après tout ! (Whose Life Is It Anyway?) : Orderly John
- 2005 : Coach Carter

### comme producteur
- 1990 : Equal Justice (en) (série télévisée)
- 1994 : Les Soupçons d'une mère (Someone She Knows) (TV)
- 1995 : Divas (TV)
- 1997 : Five Desperate Hours (TV)
- 1997 : Don King: Seulement en Amérique (en) (Don King: Only in America) (TV)
- 2000 : Trapped in a Purple Haze (en) (TV)
- 2000 : Ali: An American Hero (en) (TV)
- 2001 : UC: Undercover (en) (série télévisée)
- 2002 : Hack (TV)
- 2002 : Dérive fatale (Christmas Rush) (TV)

### comme scénariste
- 1995 : Divas (TV)